# Rheden (plaats)

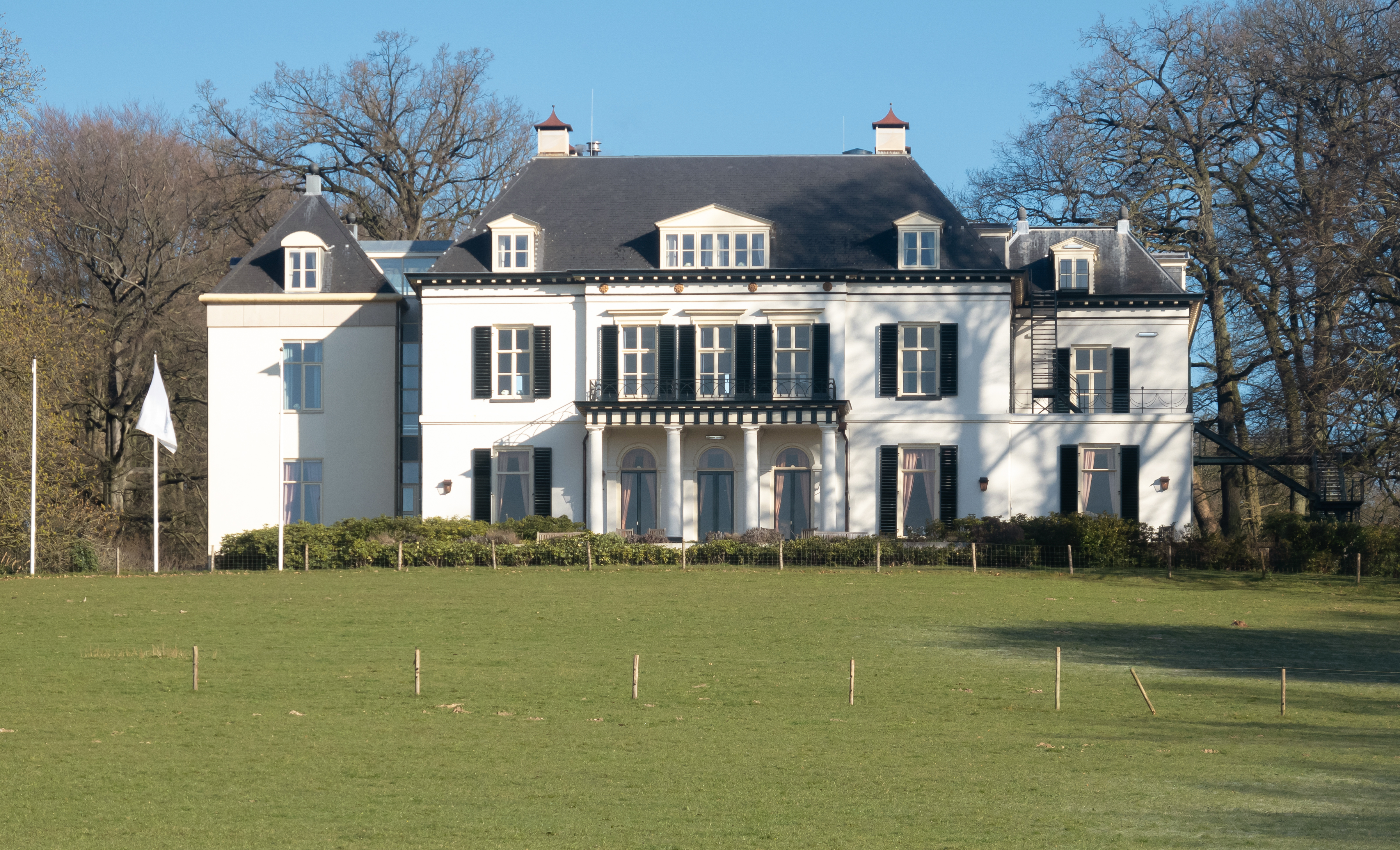
Rheden, de Valkenberg

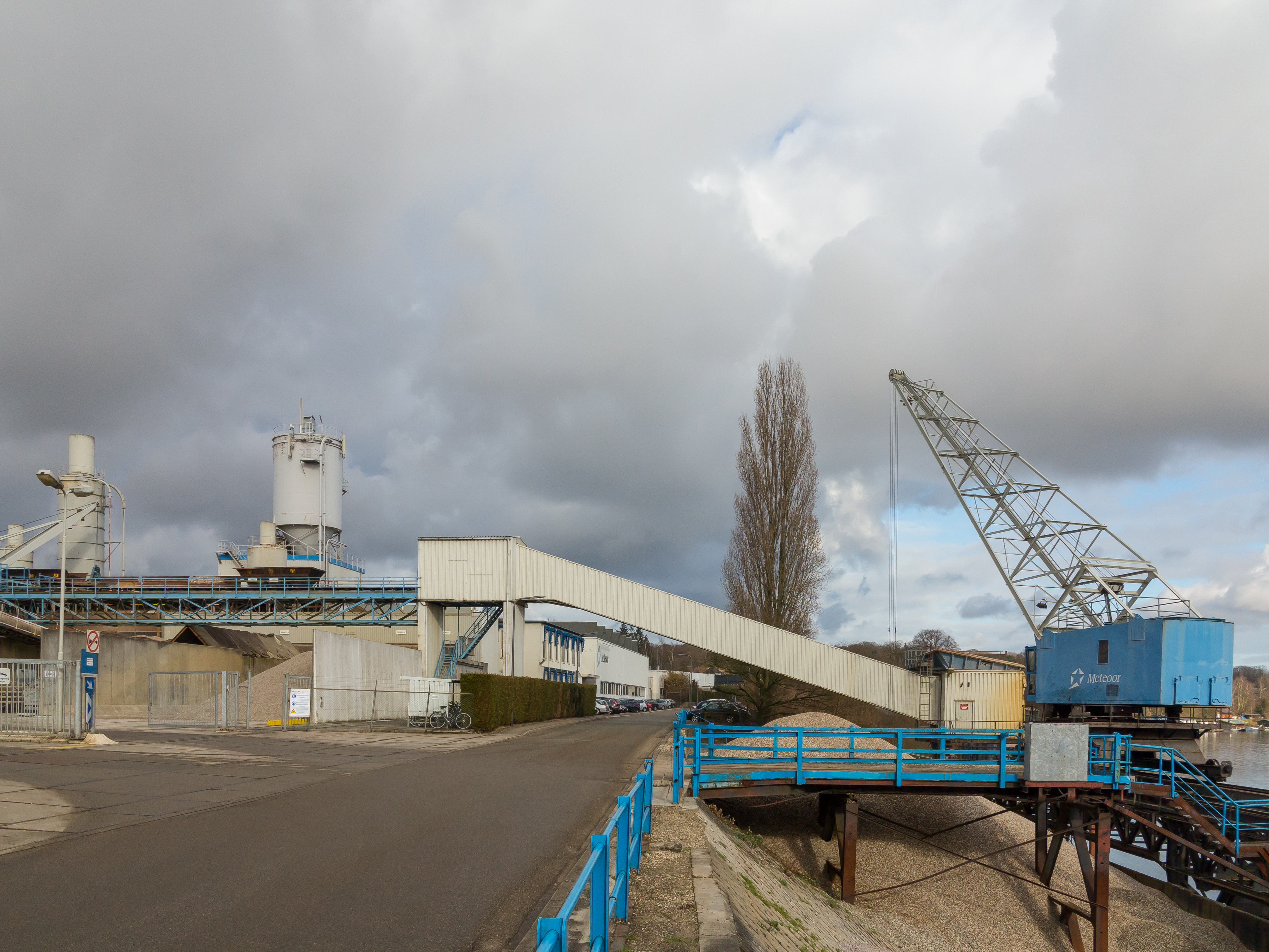
Rheden, betonfabriek de Meteoor

Rheden (uitspraakⓘ) is een plaats in de gemeente Rheden in de Nederlandse provincie Gelderland. Het aantal inwoners in 2023 was 7.600.

## Geschiedenis

### Etymologie
De naam Rheden komt van Rheton wat wel verklaard wordt als "plaats waar het riet groeit". De naam Rheton treft men voor het eerst aan in een oorkonde van koning Otto I van 28 augustus 960. In deze akte is te lezen dat Otto I aan het St. Mauritiusklooster in Maagdenburg meerdere hoeven schenkt, die gelegen zijn op de Veluwe. Onder een hoeve wordt een stuk grond verstaan, groot ongeveer 32 tot 40 morgens (ongeveer 28 à 30 hectare). Een van die hoeven is gelegen in de buurschap Rheden in de gouw Hamalant in het graafschap van graaf Wichman, stichter van de abdij te Elten in 967. In de taal van de oorkonde wordt dit als volgt omschreven: "In villa Rheton nominate mansum I, hoc est situm in pago vocato Hamalant in comitatu Wichmanni". Een hoeve omvat een hoeveelheid grond nodig voor een behoorlijk boerenbedrijf. Deze schenking zal het ontstaan van het dorp Rheden tot gevolg hebben gehad. Waar precies de grond heeft gelegen die de oorsprong van het dorp is geweest, valt niet na te gaan. Het dorp wordt in 1059 genoemd als Rethen. In de 12e en 13e eeuw wordt de naam van het dorp ook geschreven als Rethe, Rhede, Rede en Reden.
In het archief van Middachten (Rijksarchief Arnhem no.12) vindt men in een brief van 21 juli 1364: "... een curia Rheden of in parrochia Rede curia dicta Rethof ...". 'Ret' in Rethof betekent riet. Vermoedelijk heeft de hof gelegen in de huidige Gasthuisbouwing, tussen Laak en Methorsterweg.

### St. Mauritiusklooster
Het St. Mauritiusklooster heeft zijn goederen en rechten rond het jaar 1000 opgegeven en de kerk van Rheden en de 'Hof' zijn in bezit gekomen van het Benedictijnerklooster van de St. Paulusabdij te Utrecht. De hof is ruim 300 jaar kerkelijk bezit geweest en daarna overgegaan in particuliere handen en ten slotte in september 1641 door Johan van de Poel opgedragen aan het St. Petergasthuis te Arnhem. De omschrijving luidde: "... eene bouwinge te Rheden in den dorpe gelegen, met huys, hoff, schuyr, berch, schaepschot, schaepdrift, met syn bouwlant, weylant, rijsweert, aenwas en toebehoor, soo groot ende cleen, als hij is genaemt den hof tho Reeden, gelyc die bij Albert Visser ende Johan Becker gebruyckt is ..."

### Schoutambt Rheden
De directe voorloper van de gemeente Rheden ontstond in 1573 toen de schoutambten Velp en Rheden samengevoegd werden tot het schoutambt Rheden. De keuze voor de naam Rheden werd gemaakt omdat het Rhedense schoutambt meer inwoners telde.
De naam 'Hof te Rheden' is in de gasthuisadministratie verloren gegaan. De boerderij 'de Gasthuisbouwing' is eind jaren zeventig gesloopt ten behoeve van woningbouw. Alleen de naam herinnert nog aan dit oude complex.
De rivierklei van de IJssel was goed bruikbaar om bakstenen van te maken en Rheden is dan ook lang een steenbakkersdorp geweest. In de winter kon men niet werken in de steenfabrieken en werd armoede geleden. In de negentiende eeuw vestigde zich ook andere industrie in het dorp.

### Tornado
Op 4 juni 2019 richtte een tornado met name in de straat De Del zware schade aan. Het spoor van ruim vier kilometer liep vanaf de provinciale weg in de richting van Velp.

## Cultuur

### Bezienswaardigheden
- Dorpskerk (protestants)[3], omstreeks 1500 gebouwd met romaanse toren uit de 12e eeuw
- Bezoekerscentrum Veluwezoom
- Herikhuizerveld (Posbank)

### Monumenten
In Rheden zijn er een aantal rijksmonumenten en gemeentelijke monumenten, zie:
- Lijst van rijksmonumenten in Rheden
- Lijst van gemeentelijke monumenten in Rheden (plaats)

### Evenementen
- Rhedense Fiets4daagse
- Zomerfeest aan de IJssel, augustus
- Posbankloop
- Schaapscheerdersfeest

### Verenigingen
- De Rhedense Pioniers (scouting)
- Sc Rheden (voetbalvereniging)
- C.K.C. Rheko (korfbalvereniging)
- March & Showband Rheden (muziekvereniging)
- Het Rhedens Fanfarecorps (muziekvereniging)
- W.I.K. (turnvereniging)
- TTV Slagvaardig (tafeltennisvereniging)
- RTC de Laak (tennisvereniging)
- V.V Worth-Rheden (oud-voetbalvereniging)

## Geboren in Rheden
- Richard Abbenhuis (1897-1982), missionaris in Suriname
- Paul Meijer (1915-1989), acteur
- Roel Zaaijer (1946), voetballer
- Tjeerd van der Zwan (1954), politicus
- Anny Attema (1955), politica
- Tom Ordelman (1957-2016), schrijver
- Anneke Blok (1959), actrice
- Tom Middendorp (1960), militair
- Loes Schnepper (1962), actrice
- Erik Breukink (1964), wielrenner
- Ron Olyslager (1964), voetballer en voetbaltrainer
- Edward Gal (1970), dressuurruiter
- Gerthein Boersma (1978), stand-upcomedian en tekstschrijver

Dieren · Ellecom · Laag-Soeren · Rheden · Spankeren · De Steeg · Velp

Gelderland: Steden en dorpen in Gelderland      Nederland: Provincies · Gemeenten